# Watzhahn
Watzhahn ist der kleinste Stadtteil von Taunusstein im südhessischen Rheingau-Taunus-Kreis.

## Geografische Lage
Der Ort liegt im westlichen Hintertaunus, nördlich des größten Taunussteiner Stadtteils Bleidenstadt. Er liegt an der Kreisstraße 700 zwischen Born und Bleidenstadt.

## Geschichte

### Ortsgeschichte

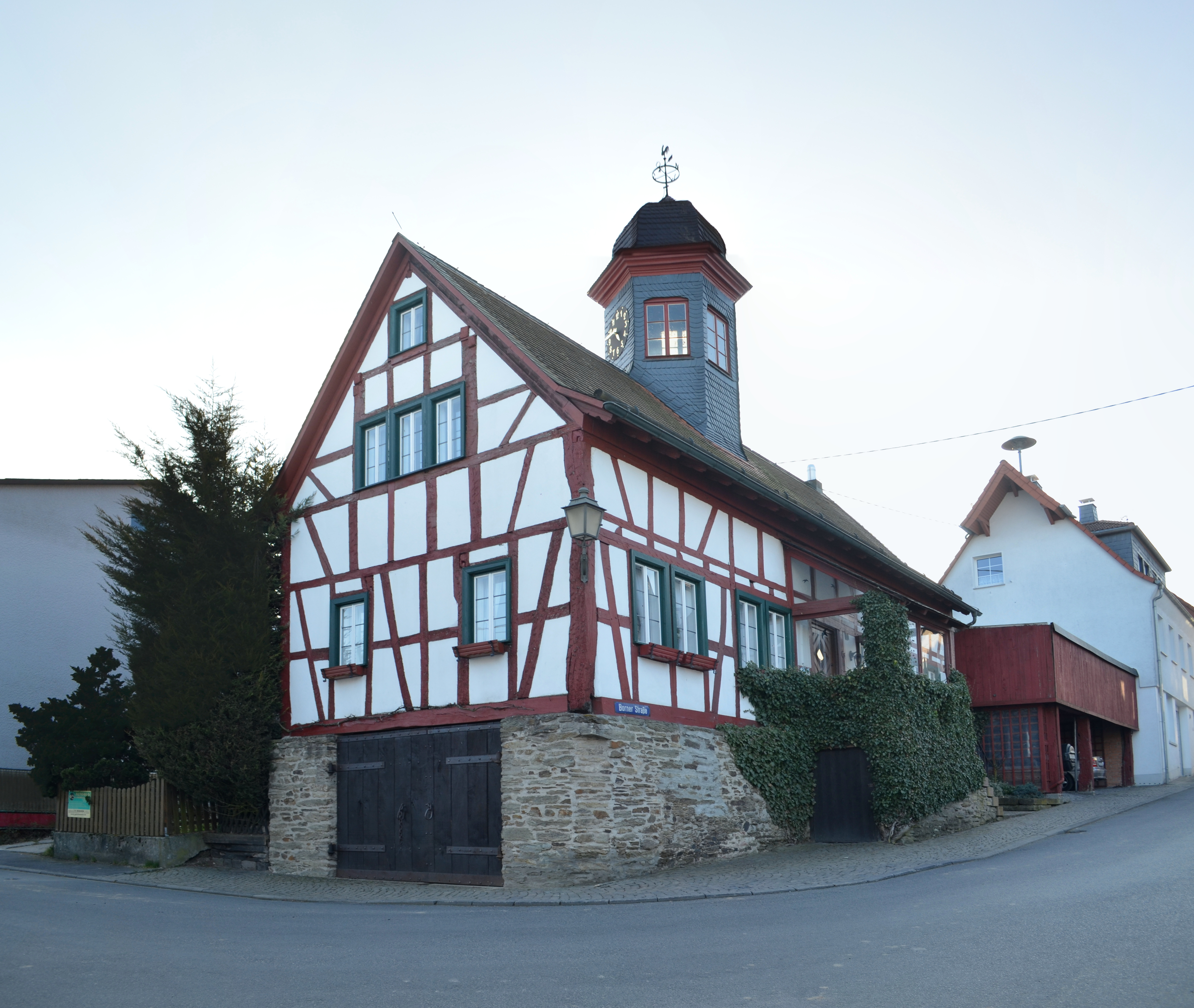
Altes Rathaus Watzhahn

Die älteste bekannte schriftliche Erwähnung von Watzhahn erfolgte unter dem Namen Wetzigishan im Jahr 1344 in einer Urkunde des Klosters Eberbach.
Aus ihr geht hervor, dass das Kloster Eberbach Güter von Hertwin von Watzhahn (Wetzigishan) erhält. Vermutlich durch den Dreißigjährigen Krieg war das Dorf entvölkert. Erst 1682 wurde es wieder besiedelt.
Das ehemalige Gemeindehaus wurde 1810 eingeweiht. Bereits seit 1954 gibt es das Dorfgemeinschaftshaus.
Hessische Gebietsreform (1970–1977)
Zum 1. Oktober 1971 fusionierte die bis dahin selbständige Gemeinde Watzhahn im Zuge der Gebietsreform in Hessen mit fünf Nachbarorten freiwillig zur neuen Stadt Taunusstein. Somit wurde Watzhahn ein Stadtteil von Taunusstein.
Für alle nach Taunusstein eingegliederten Gemeinden wurden Ortsbezirke mit Ortsbeirat und Ortsvorsteher gebildet.

### Verwaltungsgeschichte im Überblick
Die folgende Liste zeigt die Herrschaftsgebiete und Staaten, in denen Watzhahn lag, bzw. die Verwaltungseinheiten, denen es unterstand:
- um 1700: Heiliges Römisches Reich, Grafschaft Nassau, Amt Idstein
- ab 1721: Heiliges Römisches Reich, Grafschaft Nassau-Ottweiler, Amt Idstein
- ab 1728: Heiliges Römisches Reich, Fürstentum Nassau-Usingen, Amt Idstein
- 1787: Heiliges Römisches Reich, Fürstentum Nassau-Usingen, Oberamt oder Herrschaft Idstein
- ab 1806: Herzogtum Nassau, Amt Idstein
- 1812: Herzogtum Nassau, Regierungsbezirk Wiesbaden, Amt Idstein
- ab 1816: Herzogtum Nassau[Anm. 1], Amt Wehen
- ab 1849: Herzogtum Nassau, Regierungsbezirk Wiesbaden, Kreisamt Langen-Schwalbach[Anm. 2]
- ab 1854: Herzogtum Nassau, Regierungsbezirk Wiesbaden, Amt Wehen
- ab 1867: Norddeutscher Bund[Anm. 3], Königreich Preußen, Provinz Hessen-Nassau, Regierungsbezirk Wiesbaden, Untertaunuskreis[Anm. 4]
- ab 1871: Deutsches Reich, Königreich Preußen, Provinz Hessen-Nassau, Regierungsbezirk Wiesbaden, Untertaunuskreis
- ab 1918: Deutsches Reich, Freistaat Preußen, Provinz Hessen-Nassau, Regierungsbezirk Wiesbaden, Untertaunuskreis
- ab 1944: Deutsches Reich, Freistaat Preußen, Provinz Nassau, Untertaunuskreis
- ab 1945: Amerikanische Besatzungszone, Groß-Hessen, Regierungsbezirk Wiesbaden, Untertaunuskreis
- ab 1946: Amerikanische Besatzungszone, Land Hessen, Regierungsbezirk Wiesbaden, Untertaunuskreis
- ab 1949: Bundesrepublik Deutschland, Land Hessen, Regierungsbezirk Wiesbaden, Untertaunuskreis
- ab 1968: Bundesrepublik Deutschland, Land Hessen, Regierungsbezirk Darmstadt, Untertaunuskreis
- ab 1971: Bundesrepublik Deutschland, Land Hessen, Regierungsbezirk Darmstadt, Untertaunuskreis, Stadt Taunusstein[Anm. 5]
- ab 1977: Bundesrepublik Deutschland, Land Hessen, Regierungsbezirk Darmstadt, Rheingau-Taunus-Kreis, Stadt Taunusstein

### Bevölkerung
Einwohnerentwicklung
| Watzhahn: Einwohnerzahlen von 1821 bis 2020 | Watzhahn: Einwohnerzahlen von 1821 bis 2020 | Watzhahn: Einwohnerzahlen von 1821 bis 2020 | Watzhahn: Einwohnerzahlen von 1821 bis 2020 | Watzhahn: Einwohnerzahlen von 1821 bis 2020 |
| --- | ------------------------------------------- | ------------------------------------------- | ------------------------------------------- | ------------------------------------------- |
| Jahr |                                             |                                             |                                             | Einwohner                                   |
| 1821 | 1821                                        |                                             | 79                                          | 79                                          |
| 1834 | 1834                                        |                                             | 89                                          | 89                                          |
| 1840 | 1840                                        |                                             | 83                                          | 83                                          |
| 1846 | 1846                                        |                                             | 81                                          | 81                                          |
| 1852 | 1852                                        |                                             | 87                                          | 87                                          |
| 1858 | 1858                                        |                                             | 97                                          | 97                                          |
| 1864 | 1864                                        |                                             | 104                                         | 104                                         |
| 1871 | 1871                                        |                                             | 100                                         | 100                                         |
| 1875 | 1875                                        |                                             | 110                                         | 110                                         |
| 1885 | 1885                                        |                                             | 103                                         | 103                                         |
| 1895 | 1895                                        |                                             | 105                                         | 105                                         |
| 1905 | 1905                                        |                                             | 84                                          | 84                                          |
| 1910 | 1910                                        |                                             | 88                                          | 88                                          |
| 1925 | 1925                                        |                                             | 93                                          | 93                                          |
| 1939 | 1939                                        |                                             | 84                                          | 84                                          |
| 1946 | 1946                                        |                                             | 148                                         | 148                                         |
| 1950 | 1950                                        |                                             | 158                                         | 158                                         |
| 1956 | 1956                                        |                                             | 145                                         | 145                                         |
| 1961 | 1961                                        |                                             | 176                                         | 176                                         |
| 1967 | 1967                                        |                                             | 210                                         | 210                                         |
| 1970 | 1970                                        |                                             | 204                                         | 204                                         |
| 1980 | 1980                                        |                                             | ?                                           | ?                                           |
| 1990 | 1990                                        |                                             | ?                                           | ?                                           |
| 2000 | 2000                                        |                                             | 260                                         | 260                                         |
| 2015 | 2015                                        |                                             | 298                                         | 298                                         |
| 2020 | 2020                                        |                                             | 293                                         | 293                                         |
| Datenquelle: Historisches Gemeindeverzeichnis für Hessen: Die Bevölkerung der Gemeinden 1834 bis 1967. Wiesbaden: Hessisches Statistisches Landesamt, 1968. Weitere Quellen: ; Stadt Taunusstein; Zensus 2011 |                                             |                                             |                                             |                                             |

Religionszugehörigkeit
| • 1885: | 103 evangelische (= 100 %) Einwohner                               |
| • 1961: | 119 evangelische (= 67,61 %), 53 katholische (= 30,11 %) Einwohner |

## Politik
Für Watzhahn besteht ein Ortsbezirk (Gebiete der ehemaligen Gemeinde Watzhahn) mit Ortsbeirat und Ortsvorsteher nach der Hessischen Gemeindeordnung.
Der Ortsbeirat besteht aus fünf Mitgliedern. Seit den Kommunalwahlen 2021 gehören ihm fünf Mitglieder der Liste „Gemeinschaft für Watzhahn“ (GfW) an. Ortsvorsteher ist Oliver Thomas (GfW).

## Kulturdenkmäler
Siehe: Liste der Kulturdenkmäler in Taunusstein.